# Microgale thomasi
Microgale thomasi је сисар из реда Afrosoricida и фамилије Tenrecidae. 

## Угроженост
Ова врста није угрожена, и наведена је као последња брига јер има широко распрострањење.

## Распрострањење
Мадагаскар је једино познато природно станиште врсте.

## Популациони тренд
Популација ове врсте се смањује, судећи по расположивим подацима.

## Станиште
Врста Microgale thomasi има станиште на копну.
Врста је по висини распрострањена до 2000 метара надморске висине. 